# Linia 47 de tramvai din București

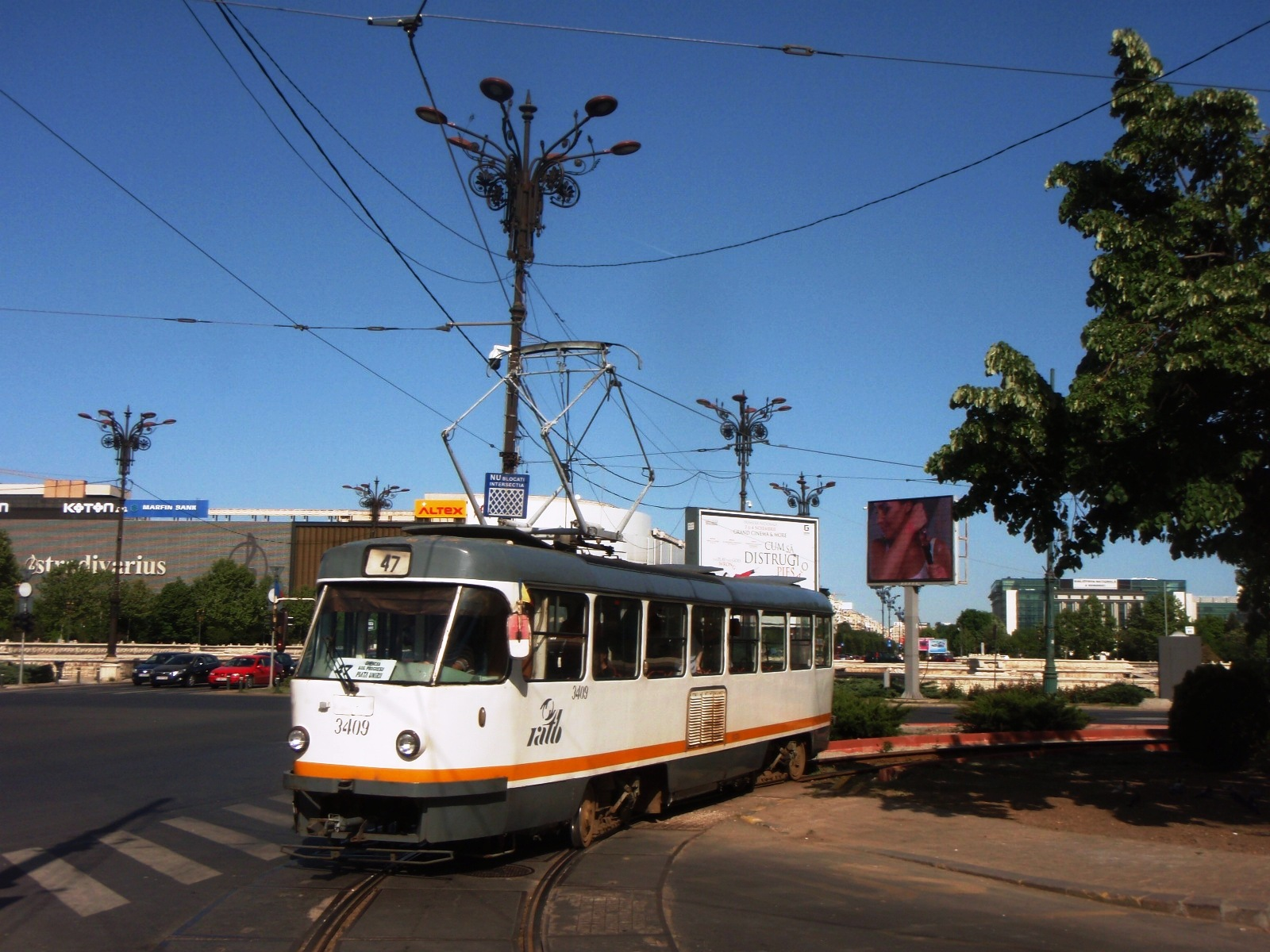
Tramvai Tatra T4R-1973 pe linia 47

Linia 47 din București este o linie de tramvai a STB, care începe din terminalul Ghencea, situat în cartierul Bucureștean Tudor Vladimirescu, și se termină la stația „Piața Unirii”. Aceasta urmează următorul traseu: Bd. Ghencea - Calea 13 Septembrie - Șos. Progresului - Str. Doctor Constantin Istrati - Str. 11 iunie - Bd. Regina Maria.
Linia este separată de șosea pe porțiunea Ghencea-Filaret, pe restul de 4 stații șina fiind împărțită cu banda pentru autovehicule, acest lucru putând crea uneori întârzieri. De regulă, distanța de la Ghencea la Piața unirii se parcurge în aproximativ 20-35 de minute.

## Traseu și stații

### Schema traseului
|  |   |   |   | Nume Stație                    | Artera                                      | Corespondențe    |
|  | - | - | - | ------------------------------ | ------------------------------------------- | ---------------- |
|  | ↓ | O | ↑ | Piața Unirii                   | Bulevardul Regina Maria                     | 7, 27, 32        |
|  |   | o |   | 11 Iunie↓ / Patriarhia Română↑ | Bulevardul Regina Maria↓ / Strada 11 Iunie↑ | 7, 23↑, 27, 32↓  |
|  |   | o |   | Gramont                        | Strada 11 Iunie                             | 7, 23, 27        |
|  |   | o |   | Parcul Carol I                 | Strada 11 Iunie                             | 7                |
|  |   | o |   | Autogara Filaret               | Strada Constantin Istrati                   | 7                |
|  |   | o |   | Șoseaua Viilor                 | Strada Constantin Istrati                   | 1↑, 7↓, 25↑      |
|  |   | o |   | Spătarul Preda                 | Șoseaua Progresului                         | 1↑, 10↓, 25      |
|  |   | o |   | Calea Rahovei                  | Șoseaua Progresului                         | 1↑, 10↓, 11↓, 25 |
|  |   | o |   | INOX                           | Șoseaua Progresului                         | 1↑, 10↓, 11, 25  |
|  |   | o |   | Calea 13 Septembrie            | Șoseaua Progresului                         |                  |
|  |   | o |   | Sebastian                      | Calea 13 Septembrie                         |                  |
|  |   | o |   | Drumul sării                   | Calea 13 Septembrie                         |                  |
|  |   | o |   | Cimitirul Ghencea              | Bulevardul Ghencea                          |                  |
|  | ↓ | O | ↑ | Ghencea                        | Bulevardul Ghencea                          | 41               |

## Mijloace de transport folosite
Tramvaiele folosite pentru această linie sunt cele de model Tatra T4R, nefiind o linie foarte aglomerată (cu excepția orelor de vârf), însă utilă pe tronsonul Ghencea - 13 septembrie - Șoseaua Progresului. Ocazional, linia a fost deservită și cu tramvaiele Bucur V2A-T ale depoului Militari. Tot ocazional, au fost trimise pe acest traseu și tramvaie V3A-93 (atât de la depoul Militari, cât și de la depoul Alexandria) sau, mai rar, V3A-CH-PPC (tot de la depoul Alexandria). 
Începând cu luna septembrie a anului 2023, pe lângă turele asigurate cu tramvaiele Tatra T4R rămase, având în vedere retragerea unui număr mare al acestora, mai multe ture au început să fie operate și cu tramvaie tip V3A-CH-PPC, de la depoul Alexandria. De regulă, un singur tur este realizat cu tramvaie de acest tip, însă, în funcție de aglomerație, de orele de vârf, sau de perioada din săptămână (în timpul săptămânii sau în week-end), pot fi operate și două ture.